# Ordre de bataille du groupe d'armées de réserve avant la bataille du Chemin des Dames au 15 avril 1917
Pour les articles homonymes, voir Armée de réserve.
Ce qui suit est la composition du groupe d'armées de réserve (GAR), groupe d'armées français, le 15 avril 1917, avant la bataille du Chemin des Dames.

## Groupe d'armées de réserve
Général commandant le GAR : Joseph Alfred Micheler

Chef d'état-major du GAR : colonel Maurice Gamelin

### 6earmée
Général commandant la 6e armée : Charles Mangin
- 6e corps d'armée : général Antoine de Mitry
  - 12e division d'infanterie : général Georges Brissaud-Desmaillets
    - 54e régiment d’infanterie
    - 67e régiment d’infanterie
    - 350e régiment d’infanterie

  - 56e division d'infanterie : général Hellot
    - 106e régiment d’infanterie
    - 132e régiment d’infanterie
    - 49e bataillon de chasseurs à pied
    - 65e bataillon de chasseurs à pied
    - 69e bataillon de chasseurs à pied

  - 127e division d'infanterie : général d'Anselme
    - 25e bataillon de chasseurs à pied
    - 29e bataillon de chasseurs à pied
    - 172e régiment d'infanterie
    - 355e régiment d’infanterie

- 11e corps d'armée : général Louis de Maud'huy
  - 21e division d'infanterie : général Dauvin
    - 93e régiment d’infanterie
    - 113e régiment d’infanterie : général Passaga
    - 168e régiment d’infanterie

  - 22e division d'infanterie : général Bouyssou
    - 54e régiment d’infanterie
    - 171e régiment d’infanterie

  - 151e division d'infanterie : (détachée au 38e CA) général Lanquetot
    - 403e régiment d’infanterie
    - 410e régiment d’infanterie

- 20e corps d'armée : général Mazillier
  - 11e division d'infanterie : général Vuillemot
  - 39e division d'infanterie : général Massenet
  - 153e division d'infanterie : général Pellé
    - 418e régiment d'infanterie

  - 168e division d'infanterie : général Magnan

- 37e corps d'armée : général Émile Taufflieb
  - 10e division d'infanterie : (détachée au 5e CA) général Valdant
  - 158e division d'infanterie : général Prioux

- 1er corps d'armée colonial : général Berdoulat
  - 2e division d'infanterie coloniale : général Sadorge
  - 3e division d'infanterie coloniale : général Puypéroux
    - 23e régiment d’infanterie colonial

- 2e corps d'armée colonial : général Blondlat
  - 10e division d'infanterie coloniale : général Marchand
    - 7e régiment d’infanterie colonial
    - 33e régiment d'infanterie coloniale
    - 52e régiment d'infanterie coloniale
    - 53e régiment d'infanterie coloniale
    - 88e bataillon de tirailleurs sénégalais

  - 15e division d'infanterie coloniale : général Guérin
    - 2e régiment d'infanterie coloniale
    - 5e régiment d'infanterie coloniale
    - 6e régiment d'infanterie coloniale
    - 80e bataillon de tirailleurs sénégalais

- Divisions indépendantes :
  - 166e division d'infanterie : général Cabaud
  - 97e division d'infanterie territoriale : général Lejaille
  - 5e division de cavalerie  : général Charles Brécard

### 10earmée
Général commandant la 10e armée : Denis Auguste Duchêne
- 2e corps d'armée : général de Cadoudal
  - 3e division d'infanterie : général Nayral Martin de Bourgon
  - 4e division d'infanterie : général Pentel

- 3e corps d'armée : général Lebrun
  - 5e division d'infanterie : général de Roig-Bourdeville
  - 6e division d'infanterie : général de Barescut
  - 130e division d'infanterie : général Toulorge

- 9e corps d'armée : général Niessel
  - 17e division d'infanterie : général Lancrenon
  - 18e division d'infanterie : général Dillemann
  - 152e division d'infanterie : général Andrieu

- 18e corps d'armée : général Hirschauer
  - 35e division d'infanterie : général Bonet
    - 18e régiment d’infanterie
    - 34e régiment d’infanterie

  - 36e division d'infanterie : général Paquette
    - 57e régiment d’infanterie
- 1er corps de cavalerie : général Féraud
  - 1re division de cavalerie : général Robillot
  - 3e division de cavalerie : général de Boissieu

- 2e corps de cavalerie : général de Buyer
  - 2e division de cavalerie : général Varin
  - 4e division de cavalerie : général de Cornulier-Lucinière
  - 7e division de cavalerie : général Prax

- Division indépendante :
  - 66e division d'infanterie : général Lacapelle

### 5earmée[1]
Général commandant la 5e armée : Olivier Mazel
- 8 groupes d'artillerie d'assaut soit 128 chars

- Artillerie d'armée:
  - 96 pièces d'artillerie lourde longue réparties en 24 batteries
  - 99 pièces d'artillerie lourde à grande puissance (obusiers de 400 mm, canons de 340 mm et autres)

- Aviation d'armée:
  - 1 escadrille de chasse
  - 3 escadrilles d'artillerie
  - 2 compagnies d'aérostiers
- 1er corps d'armée : général Muteau[2]
  - Artillerie de corps:
    - 284 canons de 75 mm répartis dans 71 batteries
    - 8 canons de 65 mm répartis en 2 batteries
    - 96 pièces d'artillerie lourde longue réparties en 24 batteries
    - 100 pièces d'artillerie lourde courte réparties en 25 batteries
    - ~ 227 pièces d'artillerie de tranchée réparties en 23 batteries

  - Aviation de corps:
    - 4 escadrilles d'artillerie
    - 3 compagnies d'aérostiers

  - 1re division d'infanterie : général Grégoire
    - 1er régiment d'infanterie : Lieutenant-Colonel de Bruignac
    - 201e régiment d'infanterie : Lieutenant-Colonel Mougin
    - 233e régiment d'infanterie

  - 2e division d'infanterie : général Guignabaudet
    - 8e régiment d'infanterie
    - 110e régiment d'infanterie
    - 208e régiment d'infanterie

  - 51e division d'infanterie : général Boulangé[3]
    - 33e régiment d'infanterie
    - 73e régiment d'infanterie
    - 273e régiment d'infanterie

  - 162e division d'infanterie : général Rauscher
    - 43e régiment d'infanterie
    - 127e régiment d'infanterie
    - 327e régiment d'infanterie

  - 4e division d'infanterie (réserve de corps d'armée)[4]: général Pentel[5]
    - 7e brigade d'infanterie[5]: colonel Vallier[6]
      - 147e régiment d'infanterie
      - 328e régiment d'infanterie

    - 87e brigade d'infanterie[6]:
      - 120e régiment d'infanterie
      - 9e bataillon de chasseurs à pied
      - 18e bataillon de chasseurs à pied

    - 117e régiment d'infanterie territoriale (1 bataillon)
    - 3 compagnies du génie:
      - 2/2, 2/4 et 2/52 du 3e régiment du génie

- 5e corps d'armée : général Baucheron de Boissoudy[7]
  - Artillerie de corps:
    - 156 canons de 75 mm répartis dans 39 batteries
    - 116 pièces d'artillerie lourde longue réparties en 29 batteries
    - 76 pièces d'artillerie lourde courte réparties en 19 batteries
    - ~ 207 pièces d'artillerie de tranchée réparties en 21 batteries

  - Aviation de corps:
    - 3 escadrilles d'artillerie
    - 3 compagnies d'aérostiers

  - 9e division d'infanterie : général Gadel[8]
    - 4e régiment d'infanterie
    - 82e régiment d'infanterie
    - 313e régiment d'infanterie
    - 66e bataillon de chasseurs à pied (en réserve)

  - 10e division d'infanterie : général Valdant[9]
    - 31e régiment d'infanterie
    - 46e régiment d'infanterie
    - 89e régiment d'infanterie
    - 331e régiment d'infanterie (en réserve)

  - 125e division d'infanterie (en réserve) : général Diébold
    - 76e régiment d'infanterie
    - 131e régiment d'infanterie

  - 3 des 8 groupes d'artillerie d'assaut (chars)

- 7e corps d'armée : général Georges de Bazelaire[10]
  - Artillerie de corps:
    - 192 canons de 75 mm répartis dans 48 batteries
    - 112 pièces d'artillerie lourde longue réparties en 28 batteries
    - 92 pièces d'artillerie lourde courte réparties en 23 batteries
    - ~ 345 pièces d'artillerie de tranchée réparties en 35 batteries

  - Aviation de corps:
    - 3 escadrilles d'artillerie
    - 4 compagnies d'aérostiers

  - 14e division d'infanterie : général Philipot[11]
    - 35e régiment d'infanterie
    - 42e régiment d'infanterie
    - 44e régiment d'infanterie: lieutenant-colonel Miéger
    - 60e régiment d'infanterie

  - 37e division d'infanterie: général Garnier-Duplessis[12]
    - 73e brigade d'infanterie : colonel Simon
      - 2e régiment de zouaves
      - 2e régiment de tirailleurs algériens

    - 74e brigade d'infanterie : colonel Tahon
      - 3e régiment de zouaves
      - 3e régiment de tirailleurs algériens

  - 41e division d'infanterie : général Mignot[13]
    - 82e brigade d'infanterie: général Bulot
      - 23e régiment d'infanterie: lieutenant-colonel Brindel
      - 133e régiment d'infanterie: lieutenant-colonel Boudraud

    - artillerie divisionnaire: colonel Rebourseau
      - 4e régiment d'artillerie: lieutenant-colonel Pujo

    - génie:
      - compagnie 7/52 du 4e régiment du génie: capitaine Bruyères
      - 1 section de la compagnie 22/11 du 1er régiment du génie: adjudant Pinta

  - 1re brigade d'infanterie Russe spéciale: général Lokhvitski[14]
    - 1er régiment d'infanterie Russe: colonel Netchvolodov
    - 2e régiment d'infanterie Russe: colonel Diakonov

  - 152e brigade d'infanterie (en réserve du 7e corps d'armée)[15]
    - 229e régiment d'infanterie
    - 363e régiment d'infanterie

- 32e corps d'armée : général Passaga[16]
  - Artillerie de corps:
    - 204 canons de 75 mm répartis dans 51 batteries
    - 104 pièces d'artillerie lourde longue réparties en 26 batteries
    - 76 pièces d'artillerie lourde courte réparties en 19 batteries
    - ~ 178 pièces d'artillerie de tranchée réparties en 18 batteries

  - Aviation de corps:
    - 4 escadrilles d'artillerie
    - 3 compagnies d'aérostiers

  - 46e régiment d'artillerie[17]
  - 40e division d'infanterie : général Bernard
    - 40e régiment d'artillerie
    - 150e régiment d’infanterie
    - 161e régiment d’infanterie
    - 251e régiment d’infanterie
    - 1 bataillon Russe

  - 42e division d'infanterie : général Deville
    - 61e régiment d'artillerie
    - 8e bataillon de chasseurs à pied
    - 94e régiment d’infanterie
    - 332e régiment d’infanterie

  - 69e division d'infanterie : général Monroë
    - 268e régiment d'artillerie
    - 151e régiment d’infanterie
    - 162e régiment d’infanterie
    - 267e régiment d’infanterie

  - 165e division d'infanterie (en réserve de corps d'armée): général Caron
    - 235e régiment d'artillerie
    - 154e régiment d’infanterie
    - 155e régiment d’infanterie
    - 287e régiment d’infanterie

  - 5 des 8 groupes d'artillerie d'assaut (chars)

- 38e corps d'armée : général Piarron de Mondésir[18]
  - Artillerie de corps:
    - 84 canons de 75 mm répartis dans 21 batteries
    - 112 pièces d'artillerie lourde longue réparties en 28 batteries
    - 8 pièces d'artillerie lourde courte réparties en 2 batteries
    - ~ 50 pièces d'artillerie de tranchée réparties en 5 batteries

  - Aviation de corps:
    - 3 escadrilles d'artillerie
    - 2 compagnies d'aérostiers

  - 89e division d'infanterie territoriale[19]:
    - 177e brigade d'infanterie:
      - 89e régiment d'infanterie territoriale
      - 90e régiment d'infanterie territoriale

    - 178e brigade d'infanterie:
      - 93e régiment d'infanterie territoriale
      - 94e régiment d'infanterie territoriale

  - 151e division d'infanterie : général Lanquetot
    - 403e régiment d’infanterie
    - 410e régiment d’infanterie

  - 23e régiment d'infanterie territoriale
  - 118e régiment d'infanterie territoriale
  - 293e régiment d'infanterie (réserve de corps)

- Divisions indépendantes :
  - 6e division de cavalerie : général Mésplé[20]
    - 8e régiment de cuirassiers
    - 6e brigade de cavalerie légère: général de Cugnac[21]
      - 13e régiment de chasseurs à cheval: lieutenant-colonel Verdelhans des Molles
      - 11e régiment de hussards: lieutenant-colonel d'Apchier-le-Maugin

    - 6e brigade de dragons: général André-Joubert[22]
      - 2e régiment de dragons: colonel Magnin
      - 14e régiment de dragons: colonel de Tarragon

    - 14e brigade de dragons: général de la Tour[23]
      - 17e régiment de dragons
      - 26e régiment de dragons

    - 8e et 17e groupe d'autos-canons
    - groupe cycliste
- Réserve d'Armée:
  - 66e division d'infanterie: général Lacapelle[24]
    - Commandant l'infanterie divisionnaire: colonel Degonne
      - 7e groupe de chasseurs alpins: lieutenant-colonel Devincet
        - 6e bataillon de chasseurs alpins
        - 27e bataillon de chasseurs alpins
        - 46e bataillon de chasseurs alpins

      - 8e groupe de chasseurs alpins: lieutenant-colonel Payard
        - 28e bataillon de chasseurs alpins
        - 67e bataillon de chasseurs alpins
        - 68e bataillon de chasseurs alpins

      - 9e groupe de chasseurs alpins: lieutenant-colonel Langlois
        - 5e bataillon de chasseurs alpins
        - 24e bataillon de chasseurs alpins
        - 64e bataillon de chasseurs alpins

  - 3e brigade d'infanterie Russe spéciale: général Maruchevski[1],[14],[19]
    - 5e régiment d'infanterie Russe: colonel Narbut
    - 6e régiment d'infanterie Russe: colonel Simenov